# Trichonephila sumptuosa
Trichonephila sumptuosa is een spinnensoort uit de familie van de wielwebspinnen (Araneidae).
De wetenschappelijke naam van de soort werd in 1873 als Nephila sumptuosa gepubliceerd door Carl Eduard Adolph Gerstäcker.